# Celia Thaxter
Celia Laighton Thaxter (ur. 29 czerwca 1835 w Portsmouth, New Hampshire, zm. 25 sierpnia 1894 na Appledore Island) – amerykańska pisarka i poetka.

## Życie
Była córką Thomasa Laightona, który pełnił funkcję latarnika na White Island. W wieku szesnastu lat wyszła za mąż za Leviego Thaxtera. Miała dwóch synów, w tym Rolanda Thaxtera, późniejszego znanego mykologa, autora prac o grzybach pasożytujących na owadach.

## Twórczość
Była autorką opowiadań i wierszy. Jej najbardziej znanym dziełem jest zbiór prozy poetyckiej An Island Garden (Ogród na wyspie). W swojej twórczości lirycznej autorka była lokalną patriotką, przedstawicielką liryki przyrody. Stosowała z reguły proste formy wersyfikacyjne, ale niekiedy sięgała po bardziej wymyślne układy jak sekstyna ababcc, obecna w utworach In May (W maju) i Midsummer Midnight (Noc świętojańska) lub sycyliana abababab, użyta w wiersz The Sandpiper (Bekas). Poetka pisała też sonety – wiersz Mozart i trzyczęściowy cykl Beethoven. Jednym z sonetów Celii Thaxter jest utwór zatytułowany Modjeska poświęcony słynnej także w Stanach Zjednoczonych polskiej aktorce Helenie Modrzejewskiej.